# 麻雀デラックス
麻雀デラックス（マージャンデラックス）は、CS放送・MONDO TVで1997年（第1回MONDO21杯・優勝は安藤満）から2003年（第1回MONDO21王座決定戦・優勝は土井泰昭）まで放送されていた麻雀対局の番組名。特に「第4回MONDO21杯」は1年間・全54対局にわたって放送されており、任天堂のニンテンドー ゲームキューブにおいても「極麻雀DX・The 4th MONDO21Cup Competition」とゲーム化されるほどの知名度を持っている。2004年に「モンド21麻雀プロリーグ」さらに2010年11月から「モンド麻雀プロリーグ」へ改称された。

## 主な大会と優勝者
「モンド杯」など、現在の「モンド麻雀プロリーグ」でも放送されている大会に関しては、「モンド麻雀プロリーグ」の頁を参照のこと。

### 電影大王位決定戦
実績豊富なベテランと新進気鋭の若手が激突した大会。
- 第1回：金子正輝（最高位戦日本プロ麻雀協会）

### New Wave CUP
将来を嘱望される若手プロと雀豪著名人がぶつかり合った大会。後の未来戦士21杯の原型に繋がっていく。
- 第1回：萩原聖人（俳優）

### プロ麻雀最強戦
老舗の日本プロ麻雀連盟と最高位戦日本プロ麻雀協会を脱退して立ち上げた新興勢力・日本プロ麻雀協会の代表雀士各8名による大会。
- 第1回：森山茂和（日本プロ麻雀連盟）

## 主な記録

### 初アガリ
- 安藤満（日本プロ麻雀連盟）：第1回モンド21杯第1戦

タンヤオ（1,500点）

### 初役満
- 小島武夫（日本プロ麻雀連盟）：第2回モンド21杯第1戦後半

四暗刻（48,000点）

### 幻の初役満
- 安藤満：第1回モンド21杯第8戦後半

リーチ・一発・ツモ・ドラ10（＝13翻、36,000点）
※MONDOルールでは“数え役満”（13翻以上）を認めていないため、三倍満扱いとなった。
※参考：「麻雀プロリーグを100倍楽しく見る方法」（2007年6月放送）

## 主な実況担当
- 土井泰昭（第1回モンド21杯）
- 来賀友志（第2回・第3回モンド21杯）
- 野島卓（New Wave CUP）
- 高杉流一（第4回MONDO21杯・電影大王位決定戦（予選・準決勝）・未来戦士21杯（準決勝の一部））
- 馬場裕一（電影大王位決定戦（決勝）・プロ麻雀最強戦）